# 拉夫·根利殊
拉夫·「費根拉利」·根利殊(Ralph  "Felgenralle" Gunesch)（1983年9月2日—），羅馬尼亞出生的德國職業足球員，司職中堅。根利殊年輕時已移民德國。